# Richard Partzsch

Richard Partzsch

Richard Partzsch (* 15. November 1881 in Dresden; † 6. November 1953 in Hannover) war ein deutscher Politiker der SPD und Gewerkschafter.

## Leben
Richard Partzsch war der Vater von Kurt Partzsch. Er selbst stammte aus einer Arbeiterfamilie. Er wurde nach der Schule Dekorationsmaler. Seit 1902 war er Mitglied der SPD und in der Gewerkschaft aktiv. Einige Jahre vor dem Ersten Weltkrieg war er Vorsitzender des sozialdemokratischen Ortsvereins in Dresden-Cotta. Im Jahr 1913 wurde er Geschäftsführer des freigewerkschaftlichen Fabrikarbeiterverbandes in Köslin. Seit dieser Zeit war er auch Mitglied des Provinziallandtags der Provinz Pommern. 1920 war er für einige Monate als Nachrücker Mitglied der Weimarer Nationalversammlung. Im März 1920 war er außerdem Zivilkommissar in Köslin. Zwischen 1919 und 1922 war Partzsch dort Stadtverordneter.
1922 zog er nach Hannover und war dort bis 1933 Gewerkschaftssekretär im Hauptvorstand des Verbandes der Fabrikarbeiter Deutschlands. Daneben war er auch wieder kommunalpolitisch aktiv und zog 1932/33 erneut in den Reichstag ein.
Nach der Machtergreifung durch die Nationalsozialisten gehörte er zeitweise einer lokalen Widerstandsgruppe, der Sozialistischen Front um Werner Blumenberg an, ehe er 1936 verhaftet und erst 1937 wieder freigelassen wurde. In den folgenden Jahren wurde er immer wieder inhaftiert, zuletzt im Rahmen der Aktion Gitter 1944.
Nach dem Krieg arbeitete Partzsch in Hannover bei Kurt Schumacher in dem nach ihm benannten Büro Dr. Schumacher und war bis 1953 Mitglied im Vorstand der SPD. Beruflich war er von 1945 bis zu seinem Ruhestand 1950 leitender Angestellter (zuletzt Dezernent) des Wohnungs- und Quartieramtes von Hannover.